# Helary Mägisalu
Helary Mägisalu (né le 19 juillet 1997) est un lutteur estonien, spécialiste de lutte gréco-romaine.
De Põhja-Pärnumaa, il remporte une médaille d'argent lors des Championnats d'Europe 2018 dans la catégorie des moins de 55 kg.